# Сказка о попе и о работнике его Балде (мультфильм, 1956)
«Сказка о попе и о работнике его Балде» — советский кукольный мультипликационный фильм, снятый режиссёром Анатолием Карановичем на студии «Союзмультфильм» в 1956 году по сценарию, написанному Борисом Бродским на основе одноимённой сказки А. С. Пушкина.

## Сюжет
Экранизация одноимённой сказки А. С. Пушкина.
Поп нанимает Балду в качестве работника за проживание, еду и то, что поп стерпит три щелчка в лоб в конце года. Балда хорошо работает, но поп боится за целость своего лба и хочет избежать оплаты. По совету жены, он даёт Балде невыполнимое задание и посылает его к чертям за оброком, который они якобы должны платить ему. Балда добирается до моря и требует оброк у бесов, которые отказываются и предлагают ему соревноваться с ними. Балда обманывает бесов в трёх испытаниях: беге, метании палки и подъёме кобылы. Бесы выдают ему мешок оброка, который он приносит попу. Жадный поп получает свои щелчки по лбу.

## Съёмочная группа
| Автор сценария                     | Борис Бродский |
| Режиссёр-постановщик               | Анатолий Каранович |
| Художник-постановщик               | Нина Айзенберг |
| Главный художник кукол и декораций | Роман Гуров |
| Художник — автор эскизов кукол     | Борис Ефимов |
| Художники кукол и декораций        | А. Жукова, В. Куранов, Олег Масаинов, К. Русанова, Николай Солнцев, В. Черникова (или В. Чернихова или Вера Черкинская) |
| кукловоды                          | Л. Валуцкая, Е. Евстигнеев, А. Зорин, З. Котельникова, Владимир Кусов, В. Немиров, М. Хорошко (или Л. Хорошкова)        |
| Операторы                          | Михаил Каменецкий и Михаил Якович                                                                                       |
| Композитор                         | Николай Пейко |
| Звукооператор                      | Борис Фильчиков |
| Ассистент режиссёра                | А. Васильева |
| Ассистент режиссёра по монтажу     | Н. Аравина |
| Директор картины                   | Натан Битман |
| Дед-гудошник                       | Борис Чирков |

## Технические данные
| Тип                          | объёмный, комбинированный с натурой            |
| Жанр                         | сказка                                         |
| Цветность                    | цветной                                        |
| Возрастная категория         | 0+                                             |
| Количество частей            | 3 части                                        |
| Длина плёнки                 | 702 метра                                      |
| Продолжительность            | 25 минут 36 секунд                             |
| Киностудия                   | Союзмультфильм                                 |
| Дата производства            | 1956 год                                       |
| Разрешительное удостоверение | ВЭ 9 III 1956 г. 214029415 от 27.10.2015       |
| Особые отметки               | Все права у ФГУП «Киностудия „Союзмультфильм“» |

## Описание, отзывы и критика
О ведущейся на студии «Союзмультфильм» работе режиссёров А. Карановича и Б. Степанцева по созданию объёмного мультипликационного фильма «Сказка о попе и работнике его Балде» было сообщено в декабрьском номере журнала «Искусство кино» за 1955 год.
По мнению Гинзбурга С. С., в своём дебютном фильме «Сказка о попе и о работнике его Балде» Карановичу не удалось до конца решить поставленную перед собой ответственную и сложную задачу по экранному воплощению пушкинских образов. Тем не менее, для развития кукольной мультипликации эта постановка стала важным шагом вперёд. Режиссёру удалось, пусть и не достаточно последовательно, переложить сказку на язык киноискусства, ключом для чего послужила изначально заложенная Пушкиным пародийность образов. Правильно определены образы персонажей (за исключением попа и попадьи, обличение жадности которых утяжелило замысел сказки, привело к утрате шуточной интонации). Выдерживание общей стилистики фильма через вертепное действие удачно позволило органически ввести человека-артиста. Лишь сцены базара и чаепития, стилизованные под Кустодиева, безусловно интересны в изобразительном отношении как образец народного искусства, но выбиваются из общего сатирического сюжетного замысла.
По мнению авторов «Ежегодника кино» за 1956 год, в развитии советского кукольного фильма бесспорным шагом вперёд явился дебютный мультфильм Карановича «Сказка о попе и о работнике его Балде», ставший удачной интерпретацией Пушкинской сказки в сценарной обработке Бродского, несмотря на увлечение стилизацией под явным влиянием работ Кустодиева. Режиссёром была правильно понята (хотя и не до конца последовательно разрешена) задача показать пародийный характер сказки Пушкина. Образы бесов очень смешны. Превосходна в своей пародийности трактовка обстановки сказочного подводного царства. Точен образ втайне вздыхающей о Балде поповны. Художником Ефимовым удачно подчёркнуты физическое и интеллектуальное превосходство в интересном образе Балды. Поп и попадья местами хороши, но режиссёрская неточность трактовки сказки, вызвавшая утяжеление пушкинского замысла переходом от высмеивания жадности к её обличению, сделало их образы наименее удавшимися.
По мнению авторов четырёхтомной «Истории советского кино», фильм Карановича «Сказка о попе и о работнике его Балде», в числе некоторых других первых лент вновь созданной студии (кукольной мультипликации), показал накопление мастерства творческим коллективом, его готовность к новаторству, а также правильность общего направления развития советского кукольного кино.
По мнению Венжер Н. Я., Карановичу частично удалось решить сложную постановку «Сказки о попе и о работнике его Балде» в традициях народного кукольного представления. В фильме очевидны элементы подлинной кукольной выразительности.
В мультфильме соединены технологии рисованной и кукольной мультипликации. В сценарии изменена вербальная составляющая исходного текста, но внимательно отслежены и состав персонажей оригинального произведения и его сюжетная линия. Все роли озвучены Б. Чирковым, он же читает авторский текст.